# Paraglomerales
Paraglomerales es un orden de hongos de la clase Glomeromycetes que viven en micorriza con plantas. Contiene dos familias, tres géneros y cinco especies descritas.

## Características
Los paraglomerales forman hifas unseptamadas, casi translúcidas o muy pálidas en el suelo y en las raíces de las plantas, son muy similares a las de los archaeosporales, pero difieren en la forma de las esporas, que son de forma esférica (glomoide). Las vesículas o arbúsculos se forman dentro de las células de la raíz, y las primeras se observan solo en raras ocasiones y solo en Paraglomus brasiliaum. Se diferencian genéticamente de otros órdenes de Glomeromycotina en que tienen la secuencia del gen de ARNr de subunidad pequeña (SSU) GCGAAGCGTCATGCCCTTAACCGGCCGT, que es homóloga a la posición 703 del ARNr SSU de Saccharomyces cerevisiae correspondiente a la secuencia J01353.

## Ecología
Los paragolmerales son casi siempre hipogeos, creciendo en el suelo. Siempre forman una micorriza con una variedad de especies de plantas. Suministran a las plantas nutrientes (principalmente fósforo) y agua y a su vez reciben parte de los asimilados producidos por la fotosíntesis.

## Taxonomía
Antiguamente los paraglomerales estaban compuestos por una familia y un género, sin embargo en 2017 se describieron dos géneros, tres especies y una familia adicional. La taxonomía es la siguiente:
- Paraglomeraceae
  - Paraglomus
    - Paraglomus brasilianum
    - Paraglomus occultum
    - Paraglomus laccatum

  - Innospora
    - Innospora majewskii
- Pervetustaceae
  - Pervetustus
    - Pervetustus simplex